# 加丹加礦業股份
加丹加礦業股份有限公司，簡稱加丹加礦業股份或加丹加礦業（英語：Katanga Mining Limited，TSX：KAT），成立於1996年，總部位於刚果民主共和国加丹加省，由商品交易商嘉能可旗下公司，其主要生產鈷以及銅的單一位置。加丹加礦業也持有75%國有合營企業的盧本巴希礦業。
其股份自多倫多證券交易所上市，已成為全球最大鈷業及南非最大銅業生產商。

## 外部連結
- 加丹加礦業股份有限公司 官方網站（页面存档备份，存于）